# Arnold Clark Cup 2022
Navigation
Édition suivante
La Arnold Clark Cup 2022 est la première édition de la Arnold Clark Cup, un tournoi féminin de football sur invitation qui se déroule en Angleterre. Il a lieu en février 2022 à Middlesbrough, Norwich et Wolverhampton.

## Format
La compétition est organisée par la Fédération anglaise de football et elle est destinée à préparer le Championnat d'Europe féminin de football 2022 prévu en Angleterre l'été suivant.
Les quatre sélections invitées à la Arnold Clark Cup s'affrontent toutes entre-elles au sein d'une poule unique, comme cela se fait pour la SheBelieves Cup ou le Tournoi de France.
Le classement des équipes suit la formule standard de trois points pour une victoire, un point pour un match nul et zéro point pour une défaite.

## Équipes
| Équipe     | Classement FIFA (décembre 2021) |
| ---------- | ------------------------------- |
| Allemagne  | 3                               |
| Angleterre | 8                               |
| Canada     | 6                               |
| Espagne    | 9                               |

Autour des hôtes anglais, le plateau s'annonce relevé avec les récentes championnes olympiques canadiennes, les championnes d'Europe en titre allemandes et une Espagne emmenée par la Ballon d'or Alexia Putellas. Le plateau est relevé, avec des équipes de niveau similaire, et offre une bonne préparation à l'Euro 2022 qui se déroule en juillet dans le même pays.

## Villes et stades
| \| Riverside Stadium Carrow Road Molineux Stadium \| Localisation des trois stades sélectionnés · pour la Arnold Clark Cup 2022. |
| Riverside Stadium Carrow Road Molineux Stadium                                                                                   |

| Riverside Stadium Carrow Road Molineux Stadium |

## Déroulement du tournoi
La compétition s'avère effectivement serrée, avec très peu de buts inscrits lors des premières rencontres. L'Allemagne, malgré son statut de meilleure équipe du tournoi au classement FIFA, se présente avec une équipe jeune et inexpérimentée en raison de nombreuses blessures et cas de Covid-19, et ne parvient pas à briller, terminant à la dernière place du classement. En tête après les deux premières journées après avoir décroché la seule victoire des quatre premiers matches, le Canada, privé de ses stars Sinclair et Leon, termine finalement à la troisième place après une courte défaite face à l'Espagne. La Roja, qui atteint une série de 19 matches d'invincibilité à la fin de la compétition, aurait pu remporter le trophée, mais est devancée par l'Angleterre qui remporte largement son dernier match face à la Frauenmannschaft.
Les Lionnesses soulèvent donc cette première Arnold Cup devant leur public, de bon augure avant un Euro à domicile. Le tournoi est globalement satisfaisant, mais soulève certaines inquiétudes quant aux affluences de supporters lors des rencontres où l'équipe anglaise est absente.

## Résultats
| 17 février 2022 | Allemagne            | 1 - 1  | Espagne      | Riverside Stadium, Middlesbrough            |                                             |
| 15:30 (CET)     | (Rall ) Schüller 88e | (0 -0) | Putellas 46e | Spectateurs : 200 Arbitrage : Tess Olofsson | Spectateurs : 200 Arbitrage : Tess Olofsson |
| 15:30 (CET)     | 35e Guijarro         |        |              | Spectateurs : 200 Arbitrage : Tess Olofsson | Spectateurs : 200 Arbitrage : Tess Olofsson |

| 17 février 2022 | Angleterre   | 1 - 1   | Canada                | Riverside Stadium, Middlesbrough                |                                                 |
| 20:30 (CET)     | Bright 22e   | (1 - 0) | ( Huitema) Beckie 56e | Spectateurs : 8 769 Arbitrage : Lina Lehtovaara | Spectateurs : 8 769 Arbitrage : Lina Lehtovaara |
| 20:30 (CET)     | 48e Lawrence |         | 85e Buchanan          | Spectateurs : 8 769 Arbitrage : Lina Lehtovaara | Spectateurs : 8 769 Arbitrage : Lina Lehtovaara |

| 20 février 2022 | Angleterre             | 0 - 0   | Espagne   | Carrow Road, Norwich                                |                                                     |
| 16:15 (CET)     |                        | (0 - 0) |           | Spectateurs : 14 284 Arbitrage : Iuliana Demetrescu | Spectateurs : 14 284 Arbitrage : Iuliana Demetrescu |
| 16:15 (CET)     | Mead 48e · Stanway 66e |         | 32e Ivana | Spectateurs : 14 284 Arbitrage : Iuliana Demetrescu | Spectateurs : 14 284 Arbitrage : Iuliana Demetrescu |

| 20 février 2022 | Canada              | 1 - 0   | Allemagne | Carrow Road, Norwich                         |                                              |
| 21:15 (CET)     | (Beckie ) Gilles 7e | (1 - 0) |           | Spectateurs : 119 Arbitrage : Emikar Caldera | Spectateurs : 119 Arbitrage : Emikar Caldera |

| 23 février 2022 | Espagne                      | 1 - 0   | Canada                  | Molineux Stadium, Wolverhampton |                           |
| 15:30 (CET)     | (Ouahabi ) Putellas 21e      | (1 - 0) |                         | Arbitrage : Cheryl Foster       | Arbitrage : Cheryl Foster |
| 15:30 (CET)     | Guijarro 40e · Carmona 90+5e |         | 48e Quinn · 82e Lacasse | Arbitrage : Cheryl Foster       | Arbitrage : Cheryl Foster |

| 23 février 2022 | Angleterre                                            | 3 - 1   | Allemagne  | Molineux Stadium, Wolverhampton                 |                                                 |
| 20:30 (CET)     | (Kirby ) White 15e · Bright 84e · (Hemp ) Kirby 90+4e | (1 - 1) | 41e Magull | Spectateurs : 13 463 Arbitrage : Emikar Caldera | Spectateurs : 13 463 Arbitrage : Emikar Caldera |
| 20:30 (CET)     | Greenwood 40e                                         |         | 79e Brand  | Spectateurs : 13 463 Arbitrage : Emikar Caldera | Spectateurs : 13 463 Arbitrage : Emikar Caldera |

## Tableau final
| Rang | Équipe     | Pts | J | G | N | P | Bp | Bc | Diff |
| ---- | ---------- | --- | - | - | - | - | -- | -- | ---- |
| 1    | Angleterre | 5   | 3 | 1 | 2 | 0 | 4  | 2  | +2   |
| 2    | Espagne    | 5   | 3 | 1 | 2 | 0 | 2  | 1  | +1   |
| 3    | Canada     | 4   | 3 | 1 | 1 | 1 | 2  | 2  | 0    |
| 4    | Allemagne  | 1   | 3 | 0 | 1 | 2 | 2  | 5  | -3   |